# 67 (број)
67 је природан број који се јавља после броја 66, а претходи броју 68.

## У математици
67 је:
- 19. прост број.
- Ченов број.[1]
- нерегуларни број.[2]
- срећни број.[3]